# Ouija
Et Ouija-bræt er et psykografisk spirtuelt kommunikationsmiddel, og brugen af det kaldes ofte for Ånden i Glasset på dansk. Et Ouija-bræt består af et bræt med bogstaver og tal, samt ordene ja, nej, hej, og farvel, og en planchette til at bevæge hen over brættet, det er brugen af et glas som planchette, der er årsag til udtrykket ånden i glasset.
Brættet blev patenteret af Elijah Bond 1. juli 1890, og det blev betragtet som et uskyldigt spil uden relation til det okkulte indtil den amerikansk spiritualist og professionelle skakspiller Pearl Curran populariserede det som et spådomsværktøj under første verdenskrig.
Konceptet er at deltagere placerer en eller flere hænder, fra en eller flere personer på planchetten, og fører den rundt på pladen til at udtrykke kommunikation med et overnaturligt væsen.
Bevægelsen på brættet forklares normalt med de ubevidste bevægelser, som dem, der kontrollerer planchetten, der er et psykofysiologisk fænomen kaldet ideomotoreffekten.